# Rosa Rojas Castro
Rosa Rojas Castro (29 tháng 6 năm 1919 - 22 tháng 10 năm 1959) là người phụ nữ Colombia đầu tiên lấy bằng tiến sĩ và luật sư nữ đầu tiên ở nước này. Bà được nhớ đến như một người tiên phong mở ra cánh cửa giáo dục đại học và sự nghiệp cho phụ nữ.

## Tiểu sử
Rosa Rojas Castro sinh ngày 29 tháng 6 năm 1919  tại Tocaima, thuộc quậnCundinamarca, miền trung Colombia. Sau khi lấy bằng cử nhân văn học tại Học viện Alice Block ở Bogotá năm 1937, bà đăng ký các khóa học pháp lý tại Đại học Externado de Colombia. Khi bà hoàn thành tiến sĩ luật và khoa học chính trị vào ngày 14 tháng 6 năm 1942, cô trở thành người phụ nữ đầu tiên ở nước này có bằng đại học.  Mặc dù bà đã hoàn thành các yêu cầu để trở thành một luật sư, một vụ kiện đã được đệ trình thách thức quyền hành nghề của bà, sử dụng lập luận rằng nếu phụ nữ không có vị trí chính trị, họ không thể thay mặt công chúng. Các giáo sư của bà tham gia tranh biện nhân danh bà và lập luận thành công rằng phụ nữ có thể giữ chức vụ công, xác nhận rằng bà là luật sư phụ nữ đầu tiên ở nước này. Vào ngày 1 tháng 7 năm 1943, bà được bổ nhiệm làm Thẩm phán thứ ba của địa hạt Bogatá của Tòa án Tối cao. 
Cuộc tranh cãi về việc bổ nhiệm Rojas đã được đưa lên các tờ báo địa phương và trên đài phát thanh, khích lệ cho những phụ nữ đi làm thành lập Unión Femenina de Colombia (UFC) (Liên minh Phụ nữ Colombia) vào năm 1944 để đấu tranh cho quyền bình đẳng và cơ hội cho phụ nữ. Bà làm việc tại Tòa án Hình sự từ năm 1943 đến 1947 và đồng thời giảng dạy tại Đại học Javeriana cho đến năm 1945. Sau đó, vào năm 1947, bà được bổ nhiệm làm Thẩm phán sơ thẩm cho Tòa án Hình sự Facatativá, nơi bà phục vụ cho đến khi qua đời vào ngày 22 tháng 10 năm 1959 do viêm não. 

### Trích dẫn
1. 1 2 3  Perry 1952, tr. 959.
2. 1 2  Bank of the Republic 2017.
3. 1 2  Vallejo 2005.
4. ↑  Luna & Villarreal 1994, tr. 100.
5. ↑  Melo Lancheros 1966, tr. 957.